# 彭葆初
彭葆初，貴州鎮遠府鎮遠縣（今貴州省鎮遠縣）人，清朝政治人物，同進士出身。
咸豐十年，登進士，授分部學習。同治三年（1864年），任刑部主事。